# Paso de la Cruz
Paso de la Cruz är en ort i Mexiko.   Den ligger i kommunen Jamapa och delstaten Veracruz, i den sydöstra delen av landet, 300 km öster om huvudstaden Mexico City. Paso de la Cruz ligger 31 meter över havet och antalet invånare är 290.
Terrängen runt Paso de la Cruz är platt. Runt Paso de la Cruz är det ganska glesbefolkat, med 39 invånare per kvadratkilometer. Närmaste större samhälle är Las Amapolas, 16,1 km nordost om Paso de la Cruz. Omgivningarna runt Paso de la Cruz är en mosaik av jordbruksmark och naturlig växtlighet.